# Tangjia Shan
De Tangjia Shan (Chinees: 唐家山, Hanyu pinyin: Tángjiā Shān) is een berg in Sichuan in de Volksrepubliek China. De top van de 780 meter hoge berg kijkt uit op de Jianrivier en het Tangjiashanmeer; een door de aardbeving van Sichuan in 2008 gemaakt meer.